# Phlebotomus duboscqi
Phlebotomus duboscqi är en tvåvingeart som beskrevs av Neveu-lemaire 1906. Phlebotomus duboscqi ingår i släktet Phlebotomus och familjen fjärilsmyggor.
Arten är en vektor för parasiten Leishmania major som kan orsaka sjukdomen leishmaniasis..